# Haldenvassdraget
Haldenvassdraget är ett vattendrag i Akershus och Østfold i Norge. Det har en total längd på 132 km och ett  avrinningsområde på 1564 km². De översta källorna återfinns vid Dragsjøhaugen (268 m ö.h.), 7 km söder om Årnes i Nes kommun, Akershus. Vattendraget bildar i sitt övre lopp sjöarna Flolangen och Floen, rinner sedan längs den igenväxta  insjön Liermosen, en av Norges största torvmossar, och vidare till Bjørkelangen (124 m ö.h.). Härfrån rinner vattendraget under namnet Hølandselva till Skulerudsjøen (118 m ö.h.). Hølandselva tar upp Hemneselva från Øgderen (Hemnessjøen) från väst och Mjerma från öst.
Från Skulerudsjøen till Halden bildar Haldenvassdraget en räcka stora sjöar sammanbundna av korta älvar eller sund: från nord Rødenessjøen (118 m ö.h.), Øymarksjøen (107 m ö.h.), Ara (Aremarksjøen, 105 m ö.h.), Aspern (105 m ö.h.) och Femsjøen (79 m ö.h.). Mellan Skulerudsjøen och Rødenessjøen går sundet Skirfoss på fylkesgränsen, mellan Rødenessjøen och Øymarksjøen heter vattendraget Ørjeelva, mellan Øymarksjøen och Ara Strømselva, mellan Ara och Aspern går sundet Tordivelen, och från Aspern till Femsjøen Steinselva. Den sista sträckan till Idefjorden heter Tista. Haldenvassdraget har en rik fiskfauna.

## Kraftproduktion
Bortsett från Glomma är Haldenvassdraget det enda vattendraget med vattenkraftspotential av betydelse i Østfold. Vattenkraften utvinns i kraftstationerna Ørje (1,5 MW), Brekke (8,0 MW), Skonningsfoss (Skåningsfoss 2,4 MW) och Tistedalsfoss I och II (3,2 och 20 MW). Haldenvassdraget blev 1973 skyddat mot fortsatt vattenkraftutbyggnad. Avdunstningen i vattendraget är ovanligt stor, uppemot 25 % av nederbörden i avrinningsområdet.

## Historia
Haldenvassdraget användes till timmerflottning i cirka 500 år, fram till 1984, och har också haft reguljär fartygstrafik. Den 75 km långa sträckan Femsjøen–Skulerudsjøen blev kanaliserad 1852–77 (Haldenkanalen), och där gick skeppstrafik mellan Tistedalen och Skulerud, slutstation för Aurskog-Hølandsbanen, fram till 1960-talet. Med sina fem sjöar och åtta slussar, som Brekke med 26 meters höjdskillnad, är kanalen en turistattraktion. Sträckan Femsjøen-Idefjorden blev 1909 kanaliserad för flottning. Genom Soots kanal, anlagd 1847–49, blev flottningen förbunden med Sverige via Mangenvassdraget. Också mellan Botnvika i Øymarksjøen och Store Le, som har avlopp till Sverige, fanns det en kanal for timmertransport via Skinnerbutjernet, kallad Otteidkanalen.